# Wołodymyr Makucha
Wołodymyr Ołeksijowycz Makucha, ukr. Володимир Олексійович Макуха (ur. 7 czerwca 1955 w Jarosławiu) – ukraiński dyplomata, polityk, minister gospodarki Ukrainy w latach 2006–2007.

## Życiorys
W 1977 roku ukończył Moskiewski Uniwersytet Państwowy im. M.W. Łomonosowa, a w 1983 roku otrzymał tytuł kandydata nauk w Kijowskim Narodowym Uniwersytecie Ekonomicznym im. Wadyma Hetmana.
W 2000 roku pełnił funkcję zastępcy dyrektora departamentu Ministerstwa Gospodarki Ukrainy, a w latach 2003–2004 kierował wydziałem Współpracy Gospodarczej Ministerstwa Spraw Zagranicznych Ukrainy.
W latach 2004–2006 był wiceministerem spraw zagranicznych.
W 2006 roku pełnił funkcję ambasadora Ukrainy w Japonii.
4 sierpnia 2006 roku został ministrem gospodarki, a w 2007 roku – ministrem paliw i energii Ukrainy w drugim rządzie Wiktora Janukowycza.
W latach 2011–2013 był wiceministerem energii i przemysłu węglowego.
Autor kilkudziesięciu publikacji naukowych z zakresu ekonomii międzynarodowej, inwestycji zagranicznych i rozwoju komunalnego.